# Mannangi, Savanur
Mannangi là một làng thuộc tehsil Savanur, huyện Haveri, bang Karnataka, Ấn Độ.